# دنيس ميدوز
دنيس ميدوز (بالإنجليزية: Dennis L. Meadows) هو كاتب واقتصادي أمريكي، ولد في 7 يونيو 1942 في مونتانا في الولايات المتحدة.

## وصلات خارجية
- دنيس ميدوز على موقع IMDb (الإنجليزية)
- دنيس ميدوز على موقع مونزينجر (الألمانية)